# André Haynal
André Haynal, né le 13 août 1930 à Budapest et mort le 7 novembre 2019 à Genève, était un psychiatre suisse d'origine hongroise, psychanalyste et professeur de psychopathologie et psychologie médicale honoraire à l'université de Genève. 

## Biographie
André Haynal a étudié la philosophie à l'université de Budapest, puis la médecine à l'université de Zurich. Il occupait une chaire de professeur à la faculté de médecine de l'université de Genève et a été deux fois Visiting Partner Professeur à l'université Stanford en Californie. Haynal a publié plusieurs livres sur des questions psychanalytiques, notamment sur la technique.
Il participe notamment à l'édition en français de la correspondance entre Sigmund Freud et Sándor Ferenczi.

## Publications
- Les orphelins mènent-ils le monde ? (un problème psycho-historique) avec P Rentchnick et P. de Sanerclens, Stock, 1977 (OCLC 716713622)
- Dépression et créativité, Lyon, Césura, 1987.
- La Technique en question. Controverses en psychanalyse, Paris, Payot, 1987.
- Psychanalyse et sciences face à face, Lyon, Césura, 1991.
- La psychanalyse, 100 ans déjà, éd. Georg, 1997,  (ISBN 2825705349)
- Médecine psychosomatique, avec Willy Pasini, Paris, Massion, [1997 3e éd.]
- « Les Suisses », avec Ernst Falzeder, Le Coq-Héron, 2014/3, no 218, p. 11-19, « La psychanalyse en Suisse, une histoire agitée », [lire en ligne].
- Un psychanalyste pas comme un autre. La renaissance de Sándor Ferenczi, Lausanne/Paris, Delachaux & Niestlé, 2001,  (ISBN 2603012371)

### Direction d'ouvrages
- Sigmund Freud Sándor Ferenczi. Correspondance, Paris, Calmann-Lévy
  - vol. 1, 1908-1914, 1992
  - vol. 2, 1914-1919, 1996
  - vol. 3, 1919-1933, 2000
- Dans les secrets de la psychanalyse et de son histoire, avec Ernst Falzeder & Paul Roazen (dir), PUF, 2005.

## Distinctions
- 1995 : Docteur honoris causa de l'université de Budapest
- 2007 : Sigourney Award[1]